# Kungaskeppet Dannebrog
Dannebrog (danska: Kongeskibet Dannebrog) är det danska kungaskeppet- Det byggdes på örlogsvarvet i Köpenhamn och sjösattes 1932. Det ersatte det tidigare kungaskeppet, hjulångaren Dannebrog från 1879, som hade disponerats av kung Kristian X och drottning Alexandrine fram till 1931. Skeppet döptes av drottning Alexandrine 1931 och tjänar nu som officiellt och privat residens åt regenten samt medlemmar av den kungliga familjen, när de är på sommarresa i danska farvatten eller på officiellt besök i utlandet.

## Fartyget
Skeppets skrov är byggt av stål. Sett från sidan kan skeppet indelas i två sektioner. Framför skorstenen finns plats för besättning, last och maskinrum. Akter därom finns den kungliga avdelningen med monarkens arbetsrum, matsal, sällskapsrum och sovrum mm. På stäven under bogsprötet, där man förr placerade galjonsfiguren, finns ett bladornament med en liten krona ovanför.
Kungaskeppet Dannebrog är ett självständigt kommando som administreras av Konungens Jaktkapten, som är medlem av Konungens hovstab. Dannebrogs besättning består av nio officerare, sju sergeanter och 36 värnpliktiga – alla utvalda från Marinen. Officerarna är normalt utsedda för en period av 2–4 år, medan de värnpliktiga tjänstgör bara en sommar.
Dannebrog har totalt avverkat mer än 300 000 nautiska mil (556 000 km) och besökt de flesta hamnar i Danmark, Grönland och Färöarna. Man har också besökt europeiska hamnar, speciellt i Frankrike, samt kryssat i Medelhavet och Karibiska havet. När regenten på våren inleder säsongen och går ombord på skeppet, som ligger vid Boj 1 i Köpenhamns hamn, avfyras det salut från Batteri Sixtus. År 1981 gjordes reparations- och underhållsarbeten med bland annat byte av huvudmotorer.
Under vinterperioden ligger fartyget vid Flådestation Frederikshavn på norra Jylland, och är då tömt på lösa inventarier.

## Tekniska data
- Längd: 78,43 m
- Bredd: 10,40 m
- Djupgående: 3,62 m
- Masthöjd: 23,00 m
- Deplacement: 1238 ton
- Huvudmaskiner: Två dieselmotorer, B&W Alpha Diesel, typ 6T23L-KVO, 870 hk (649 kW) vardera.
- Fart: 13,5 knop (25,0 km/h)
- Aktionsradie: 3600 nautiska mil (6700 km).

## Galleri

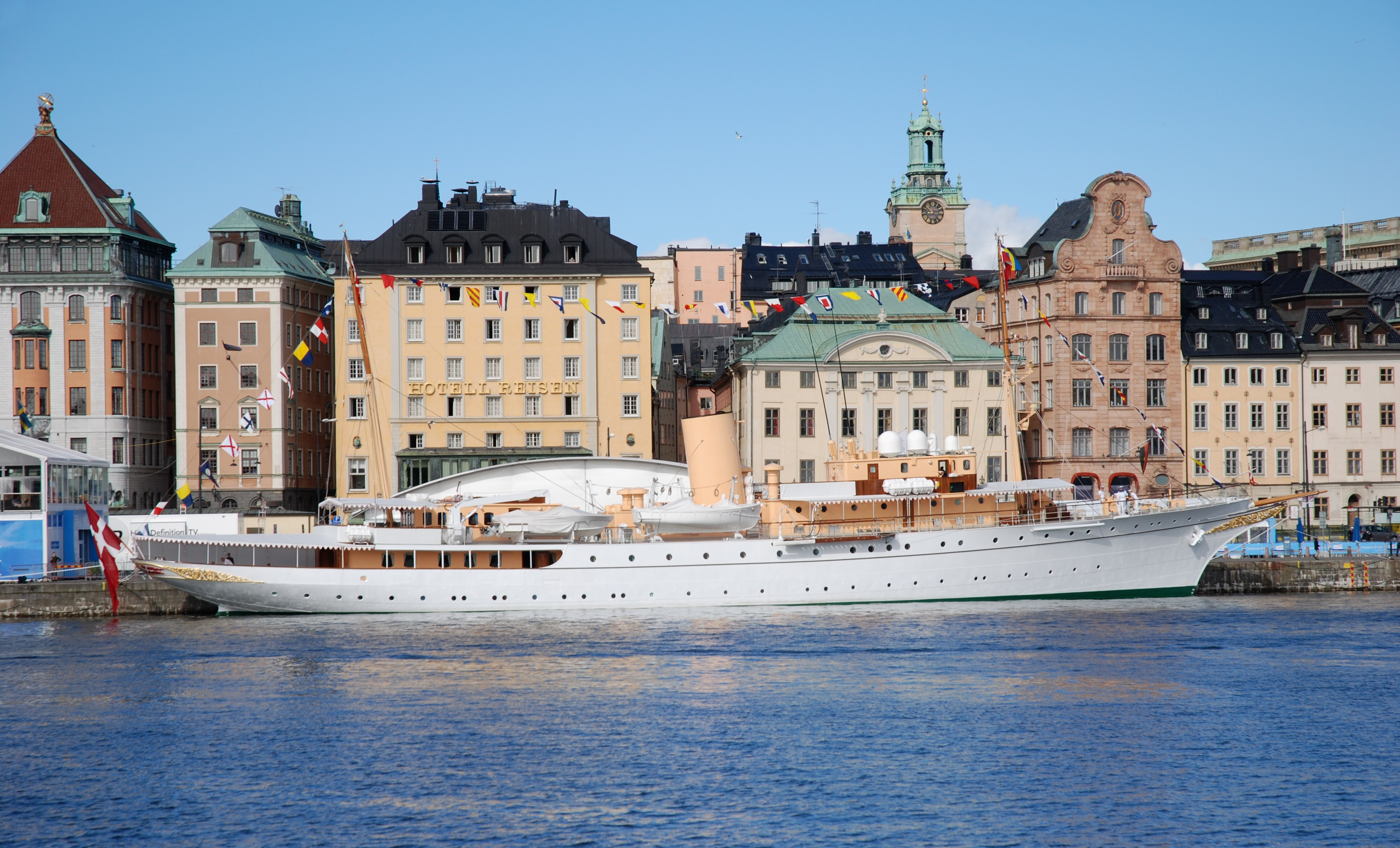
Dannebrog vid Skeppsbron i Stockholm den 19 juni 2010.
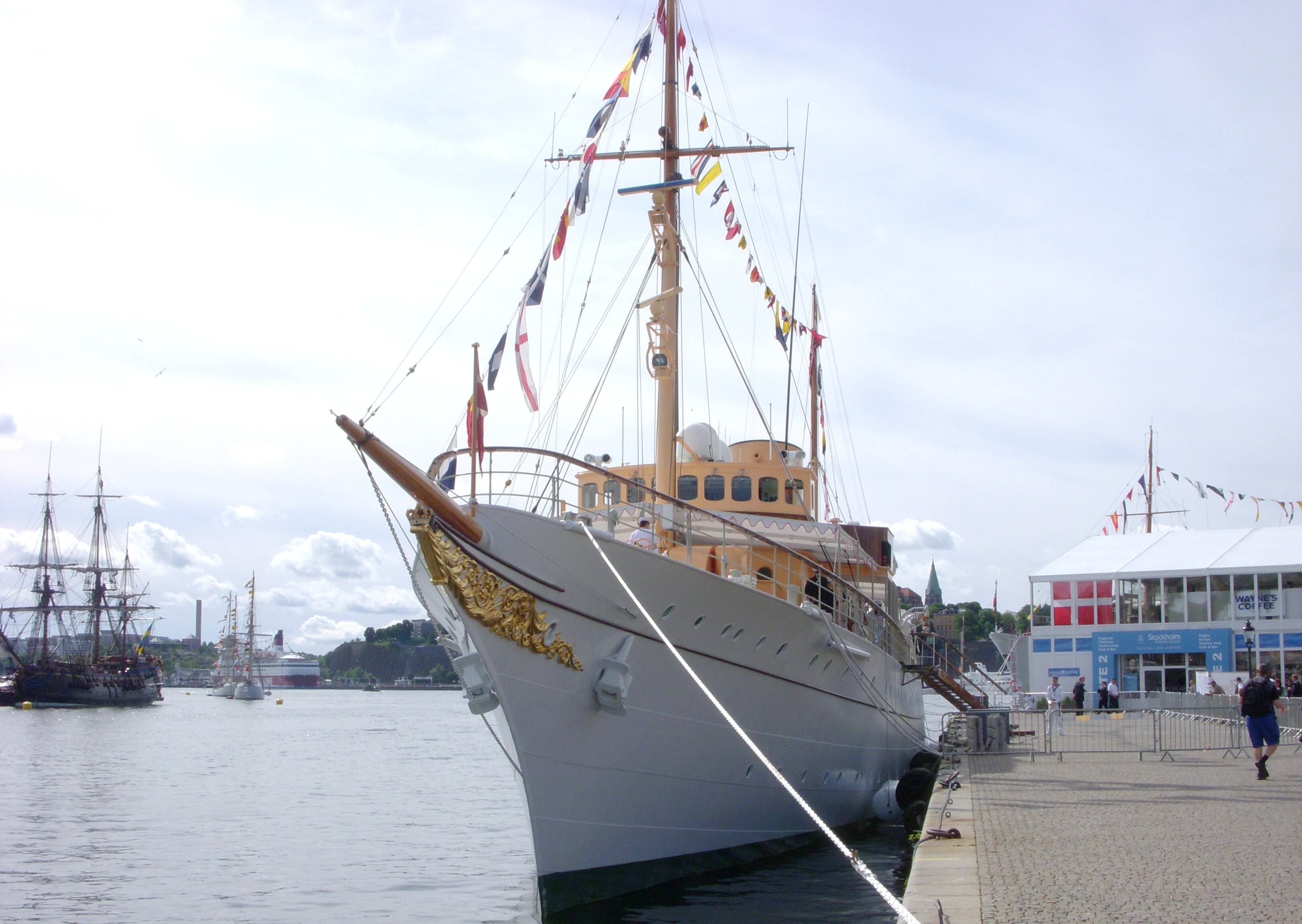
Dannebrog i Stockholm den 19 juni 2010.
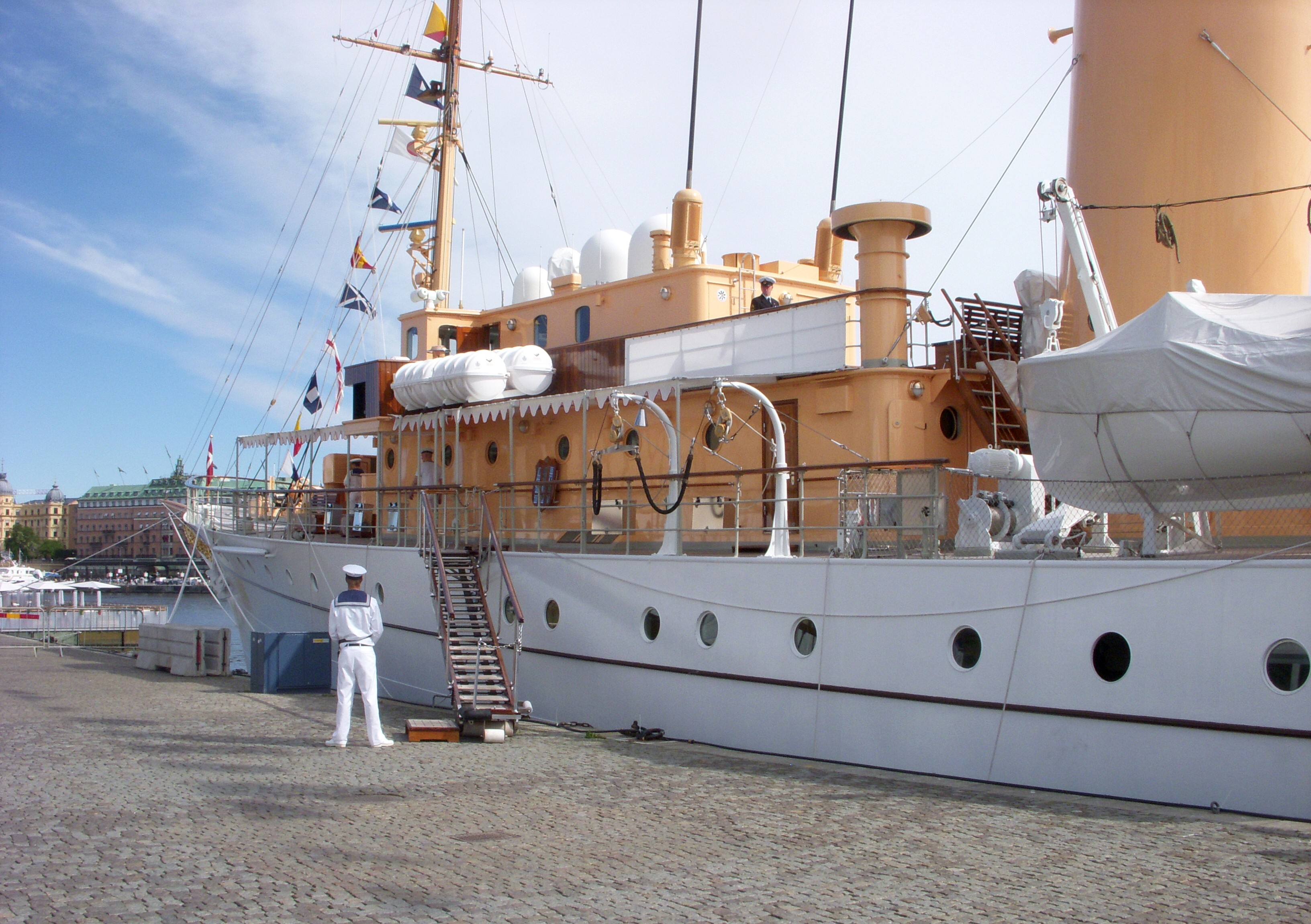
Dannebrog i Stockholm den 19 juni 2010.
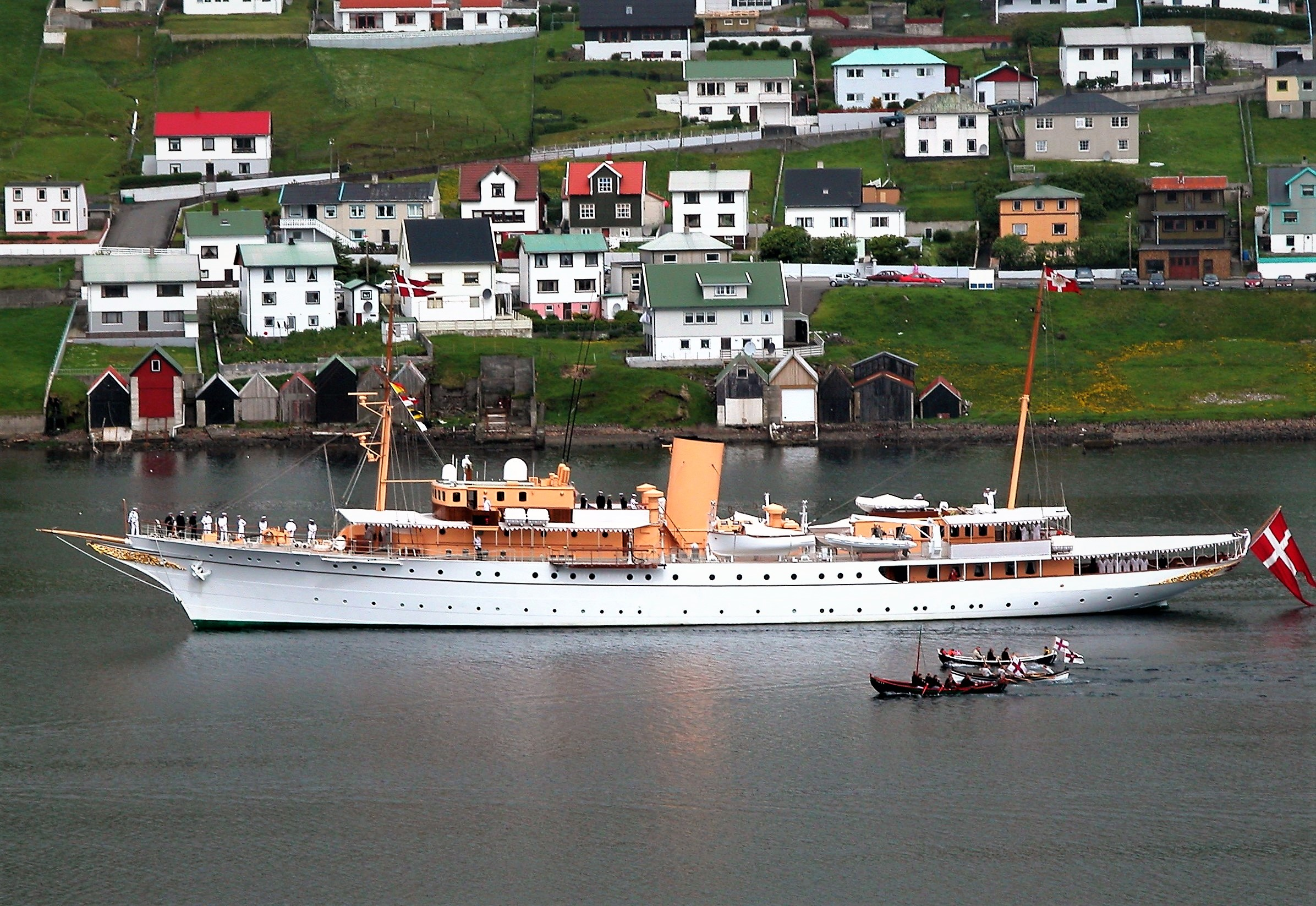
Dannebrog besöker Färöarna 2005.
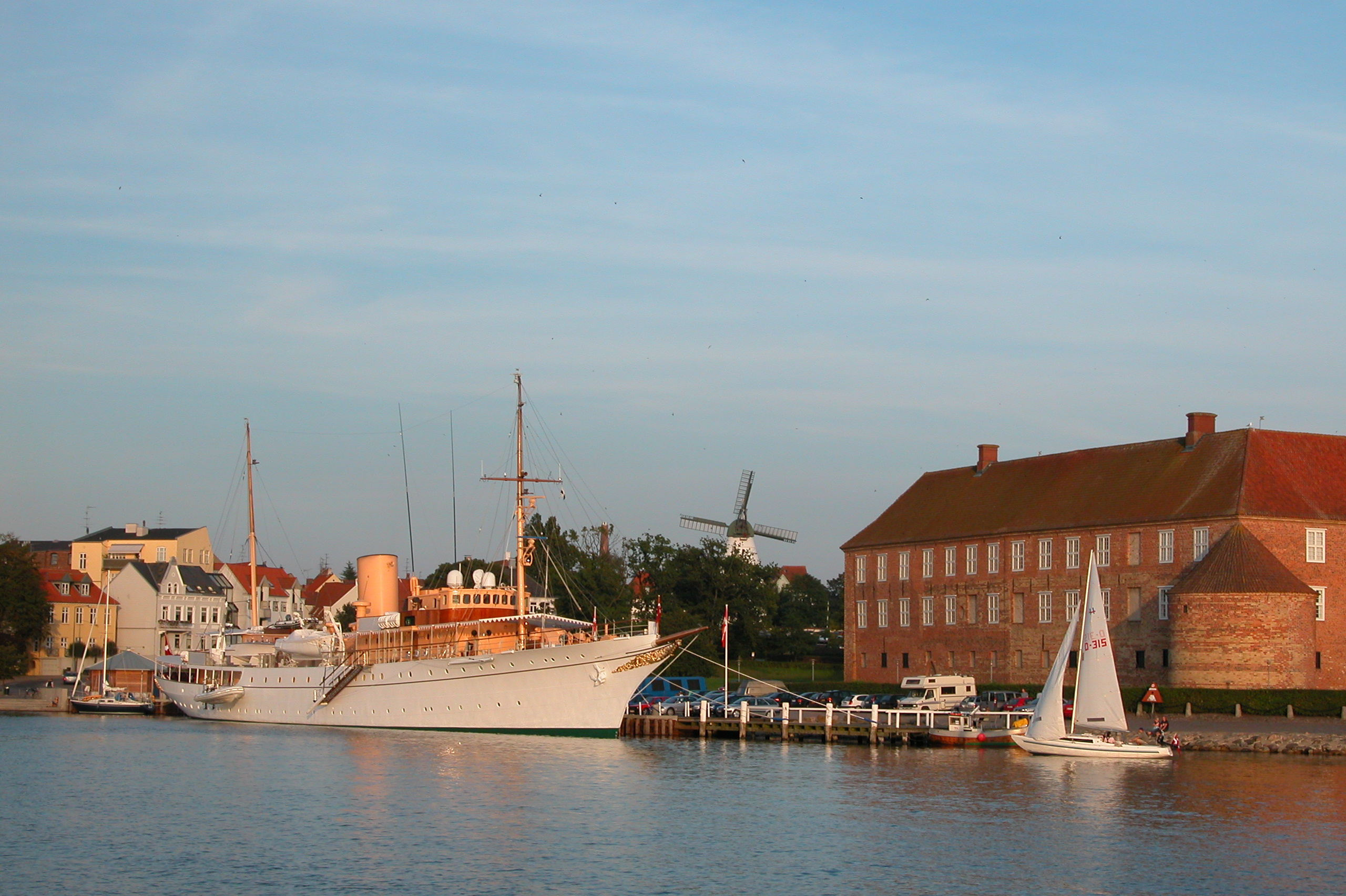
Dannebrog på besök i Sønderborg.